# Wolf-Rüdiger Schleidgen
Wolf-Rüdiger Schleidgen (* 7. September 1948 in Hagen) ist ein deutscher Historiker und Archivar. Er war Leiter des Hauptstaatsarchivs Düsseldorf (2002–2008) und des Projekts „Digitales Archiv NRW“ (2008–2012).

## Leben
Schleidgen studierte Geschichte und Germanistik an den Universitäten Bochum und Tübingen. Nach der Promotion 1974 absolvierte er von 1975 bis 1977 als Referendar des Landes Nordrhein-Westfalen den archivarischen Vorbereitungsdienst an der Archivschule Marburg. Er begann anschließend seine berufliche Laufbahn am Hauptstaatsarchiv Düsseldorf und wechselte 1997 an die Spitze des Personenstandsarchivs Brühl. 2002 kehrte Schleidgen als Archivleiter an das Hauptstaatsarchiv zurück. 2008 wurde er in die Staatskanzlei des Landes Nordrhein-Westfalen versetzt, um dort in einer Stabsstelle das Projekt „Digitales Archiv NRW“ der Landesregierung zu koordinieren.

## Veröffentlichungen
Monographien
- Die Überlieferungsgeschichte der Chronik des Regino von Prüm. Mainz 1977 (Quellen und Abhandlungen zur mittelrheinischen Kirchengeschichte Band. 31)
- Theodor Josef Lacomblet. Urkundenbuch für die Geschichte des Niederrheins: Nachweis der Überlieferung Siegburg 1981 (Veröff. der staatlichen Archive des Landes NRW. Reihe C Bd. 10)
- Kleve-Mark Urkunden 1223–1368. Regesten des Bestandes Kleve-Mark urkunden im Nordrhein-Westfälischen Hauptstaatsarchiv in Düsseldorf. Siegburg 1983 (Veröff. der staatlichen Archive des Landes NRW. Reihe C Bd. 16)
- Inventar des herzoglich arenbergischen Archivs in Edingen/Enghien (Belgien). Teil 1: Akten und Amtsbücher der deutschen Besitzungen, bearb. von Peter Brommer, Wolf-Rüdiger Schleidgen und Theresia Zimmer, Siegburg 1984 (Veröff. der staatlichen Archive des Landes NRW. Reihe C Bd. 10)
- Kleve-Mark Urkunden 1368–1394. Regesten des Bestandes Kleve-Mark urkunden im Nordrhein-Westfälischen Hauptstaatsarchiv in Düsseldorf. Siegburg 1986 (Veröff. der staatlichen Archive des Landes NRW. Reihe C Bd. 23)
- Das Kopiar der Grafen von Kleve. Kleve 1986 (Klever Archiv. Schriftenreihe des Stadtarchivs Kleve Bd. 6)
- Urkundenbuch des Stifts St. Lambertus/St. Marien in Düsseldorf. Bd. 1: Urkunden 1288–1500. Düsseldorf 1988 (Urkundenbücher der geistlichen Stiftungen des Niederrheins Bd. 4)
- Rheinisches Urkundenbuch. Ältere Urkunden bis 1100. Band 1 Aachen-Deutz. Quellen und Literaturverzeichnis, zusammengestellt von Wolf-Rüdiger Schleidgen. Düsseldorf 1994 (Publ. der Ges. für Rhein. Geschichtskunde LVII)
- Rheinisches Urkundenbuch. Ältere Urkunden bis 1100. Band 2 Elten - Köln St. Ursula, bearb. von Erich Wisplinghoff. Redaktion Wolf-Rüdiger Schleidgen in Verb. mit Norbert Andernach, Letha Böhringer, Manfred Groten, Manfred Huiskes, Johannes Mötsch, Walter Rummel, Rudolf Schieffer. Düsseldorf 1994 (Publ. der Ges. für Rhein. Geschichtskunde LVII)
- Das Bruderschaftsbuch der St. Sebastianus-Schützenbruderschaft Lintorf 1464, bearb. und übersetzt von Wolf-Rüdiger Schleidgen und Klaus Wisotzky, eingeleitet von Andreas Preuß. Ratingen 1996
- Inventar des herzoglich arenbergischen Archivs in Edingen/Enghien (Belgien). Teil 3: Die Urkunden der deutschen Besitzungen Bd. 2, bearb. von Wolf-Rüdiger Schleidgen, Koblenz 2017 (Veröffentlichungen der Landesarchivverwaltung Rheinland -Pfalz Bd. 124)

Aufsätze
- Die Kanzlei der Grafen und Herzöge von Kleve im 14. und 15. Jahrhundert, in: Landesherrliche Kanzleien im Spätmittelalter. Referate zum VI. Internationalen Kongress für Diplomatik, München 1983 (Münchener Beiträge zur Mediävistik und Renaissance-Forschung 35) S. 171–192
- Kanzleiwesen, in: Land im Mittelpunkt der Mächte. Die Herzogtümer Jülich-Kleve-Berg. Kleve 1984, S. 99–108
- Textkritik und Edition des Stadtrechtsprivileg für Kleve vom 25.4.1242 und der damit verwandten Stadtrechtsprivilegien von Grieth, Dinslaken, Kranenburg und Sonsbeck, in: Klevische Städteprivilegien (1241–1609) hrsg. von Klaus Flink Kleve 1989 (Klever Archiv 8), S. 360–390
- Vom PC zum Lichtsatz, in: Archivgesetzgebung und PC im Archiv, hrsg. vom LVR Archivberatungsstelle Rheinhland Heft 21, 1989, S. 95–109
- Stage technique international d'Archives 1990 in Paris, in: Der Archivar 42,1990, S. 593
- Das Nordrhein-westfälische Hauptstaatsarchiv, in: Familienforschung im deutschen Grenzraum zu den Niederlanden, in: Werkgroep Genealogisch Onderzoek Duitsland 1967–1992, hrsg. von F.C. Berkenvelder u. a. Hilversum 1992, S. 116–131
- Die Erschließung der Luftbildbestände im NRW-Hauptstaatsarchiv Düsseldorf, in: Fotos und Sammlungen im Archiv. Bonn 1997 (Archivhefte des LVR, Archivberatungsstelle Rheinland 30, S. 73–90)
- Film- und Videoarchivierung im Rahmen des staatlichen Archivierungsauftrages: Erfahrungen, Probleme und Lösungsansätze im Nordrhein-Westfälischen Hauptstaatsarchiv, in: Ein kulturelles Erbe bewahren und Nutzen. Symposium zur Film- und Videoarchivierung in NRW, hrsg. von Wolf-Rüdiger Schleidgen.  Düsseldorf 1996 (Veröffentlichungen der staatlichen Archive der Landes NRW 39)
- Territorialisierung durch Verwaltung. Anmerkungen zur Geschichte des Herzogtums Kleve-Mark im 15. Jh., in: Rheinische Vierteljahresblätter 63 (1999) S. 152–186
- Pixel contra Microfiche. Erfahrungen mit neuen Formen der Nutzung von Archivgut im Nordrhein-Westfälischen Personenstandsarchiv Rheinland, in: Zwischen Tradition und Innovation. Strategien für die Lösung archivischer Aufgaben am Beginn des 21. Jahrhunderts (2002)  S. 249–272
- Landesgeschichte bezeichnet den Sinn, das Ziel und die Orientierung archivischer Arbeit. Die Landesgeschichte in der Aufgabenstellung des (Haupt-)Staatsarchivs Düsseldorf, in: RheinVjbll 72, 2008, S. 184–210
- Die Kreuzherren in Düsseldorf, in: Düsseldorfer Jahrbuch 78 (2008) S. 13–51
- Arenberg. Die archivalische Überlieferung, in: Zeitenblicke. Onlinejournal für die Geschichtswissenschaften 9 (2010) Nr. 1 <urn:nbn:de:0009-9-24352>
- Düsseldorf - Kreuzherren, in: Nordrheinisches Klosterbuch. Lexikon der Stifte und Klöster bis 1815. Teil 2: Düsseldorf bis Kleve, hrsg. von Manfred Groten, Georg Mölich, Gisela Muschiol, Joachim Oepen, Redaktion Wolfgang Rosen. Siegburg 2012 (Studien zur Kölner Kirchengeschichte 37,2) S. 48–59
- Düsseldorf - St. Lambertus, in: Nordrheinisches Klosterbuch. Lexikon der Stifte und Klöster bis 1815. Teil 2: Düsseldorf bis Kleve, hrsg. von Manfred Groten, Georg Mölich, Gisela Muschiol, Joachim Oepen, Redaktion Wolfgang Rosen. Siegburg 2012 (Studien zur Kölner Kirchengeschichte 37,2) S. 60–88

## Ausstellungen
- North-Rhine Westfalia: A British Contribution to a peaceful and democratic Germany. Ausstellung in der Deutschen Botschaft in London, 2.–3. Oktober 2003, anlässlich des Besuches von Ministerpräsident Peer Steinbrück
- Großbritannien - NRW : Dokumente einer 1200 Jahre gelebten Nachbarschaft. Historische Ausstellung im Foyer des Plenarsaals des Landtags Nordrhein-Westfalen anlässlich des Besuchs von Königin Elisabeth II. in NRW am 4. November 2004. Mit Führung der Königin durch die Ausstellung und Übergabe eines Faksimiles der Heiratsurkunde Annas von Kleve mit Heinrich VIII. vom 5. Januar 1540. Foyer des Landtags NRW November 2004-März 2005
- Der Papst bei uns! Ausstellung im Foyer des Hauptstaatsarchivs Düsseldorf, anlässlich des Besuchs von Papst Johannes Paul II. auf dem Weltjugendtag 2005 in Köln